# مركز الحصافة
مركز الحصافة (بالإنجليزية: Prudential Center)‏ هي ساحة داخلية متعددة الأغراض في منطقة الأعمال المركزية في نيوآرك ، نيوجيرسي.